# Llibre dels morts d'Amenemhat
El Llibre dels morts d'Amenemhat és un rotllo de set metres de llarg exhibit al Museu Reial d'Ontario i considerat un dels seus tresors. Un Llibre dels Morts és un artefacte funerari (i religiós) clau trobat a qualsevol tomba de l'antic Egipte. Els arqueòlegs han descobert un ampli rang d'estils i detalls en rotllos, el que ha portat als acadèmics a concloure que el Llibre dels morts va ser un objecte que qualsevol egipci de l'Antiguitat s'assegurava de tenir per al viatge cap a l'altra vida.

## El Llibre dels morts del ROM
El Llibre dels morts del ROM és un dels denominats "tresors" (Iconic Objects) de la seva col·lecció. Adquirit a l'Egipte per Charles T. Currelly, aquest llibre és un rotllo de set metres de llarg que va ser trobat a la tomba d'Amenemhat a prop de Luxor. Restaurat el 2009, el Llibre dels morts d'Amenemhat compta amb un nombre d'imatges i escriptures úniques. Fragments del rotllo es troben en exhibició permanent a la galeria egípcia.

## Amenemhat
Amenemhat va ser un egipci acabalat que va viure a prop de Luxor durant el període ptolemaic (al voltant dels anys 300-320 aC).